# Marko Paasikoski
Marko Paasikoski (ur. 10 czerwca 1978) - gitarzysta basowy fińskiego zespołu metalowego Sonata Arctica. 
Obecnie zamieszkały w Kemi. Jest jednym z założycieli fińskiego zespołu power metalowego Sonata Arctica, grał na gitarze elektrycznej do swojego odejścia w 1997 roku. Powrócił do zespołu po trzech latach już jako basista. W sierpniu 2013 roku ogłosił odejście z zespołu z powodu sytuacji życiowej i braku motywacji do dalszego grania w zespole.